# Amacuzac
Amacuzac là một đô thị thuộc bang Morelos, México. Năm 2005, dân số của đô thị này là 15359 người.